# 假根

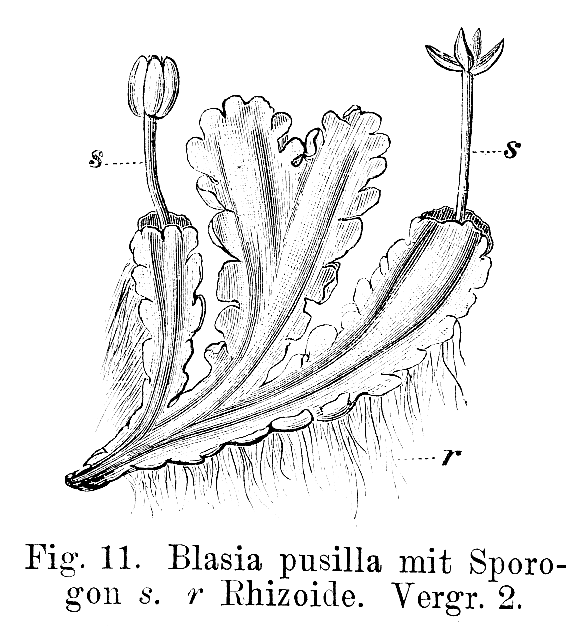
壺苞蘚的假根

假根是植物和真菌的一種結構，和根一樣用做支撐或吸收等用途。
在真菌裡，假根是由固定真菌的匍匐枝向下長的小小分歧菌絲。假根會釋放出消化酶並吸收消化後的有機物質。它們在結構和功能上類似於維管束陸生植物的根毛。 一些真菌形成類似的結構。 假根可能是單細胞的或多細胞的。

## 演化發育生物學
植物起源於水生環境，在漫長的進化過程中逐漸遷移到陸地。 在水中或附近，植物可以從周圍環境中吸收水分，不需要任何特殊的吸收器官或組織。 此外，在植物發育的原始狀態下，組織分化和分工是最小的，因此不需要專門的吸水組織。 然而，一旦植物在陸地上定居，它們就需要專門的組織來有效地吸收水分，並將自己固定在陸地上。

## 描述
假根主要通過毛細管作用吸收水分，其中水在根狀莖之間向上移動，而不是像在根中那樣穿過每個根狀莖，但某些苔蘚植物確實具有在其根狀體內吸收水分的能力。

### 陸生植物
在陸生植物裡，假根是將植物固定在地上的毛状体。在地錢裡，有些不會有，有些則是單細胞的；但在苔蘚裡，則是多細胞的。在維管植物裡，可能為單細胞的或多細胞的。

### 真菌
在真菌中，假根是小的分枝菌絲，從匍匐莖向下生長，將真菌固定在基質上，在那裡它們釋放消化酶並吸收消化的有機物質。 這就是為什麼真菌通過吸收被稱為異營生物(heterotroph)。